# لاري سي
لاري سي (بالإنجليزية: Larry See)‏ هو لاعب كرة قاعدة أمريكي، ولد في 20 يونيو 1960 في نوروالك في الولايات المتحدة.

## وصلات خارجية
- لاري سي على موقعبيزبول رفرنس.كوم (الدوري الرئيسي) (الإنجليزية)
- لاري سي على موقعبيزبول رفرنس.كوم (الدوري الثانوي) (الإنجليزية)
- لاري سي على موقع مشجعي الرسوم البيانية (الإنجليزية)